# Vedova indiana
Vedova indiana (Indian Widow) è un quadro di Joseph Wright of Derby completato tra la fine del 1783 e l'inizio del 1784, esposto per la prima volta nella sua personale a Londra del 1785. Il dipinto oggi si trova nel Derby Museum and Art Gallery, a Derby, Inghilterra.

## Descrizione
Vedova indiana era un titolo impiegato dal pittore stesso, ma ne esiste anche uno più lungo e maggiormente descrittivo: La vedova di un capo indiano guarda le armi del suo defunto marito. Secondo Benedict Nicolson, nel vestire la vedova Wright "è ricaduto in quegli abusati drappeggi di gusto neoclassico che si impeugavano per ogni donna in angustie". Nicolson constata che altri dettagli, tuttavia, sono più autentici come il trattamento delle piume, il fodero del coltello, e la pelle di bufalo dipinta: ciò mostra una buona conoscenza della tecnologia indiana che fa supporre Wright utilizzasse modelli autentici " Il concetto di buon selvaggio, applicata ai nativi americani, era tanto più popolare in Gran Bretagna nel 1780 in quanto gli americani di origine europea potevano essere considerati come ribelli.
In contrasto con i dipinti di Wright famosi per le scene a lume di candela, qui si vede la figura principale stagliarsi contro la luce del sole ed un cielo in tempesta.

## Opere simili
Una incisione da questa pittura è stata eseguita da un altro artista di Derby, John Raphael Smith, nel 1785. Wright ha dipinto un quadro simili con tematica la fortezza muliebre intitolato The Lady in Milton's Comus e una copia molto simile della Vedova: il primo si trova nel Walker Gallery di Liverpool, mentre la copia andò perduta in un incendio. Come la Vedova, anche The Lady in Milton's Comus fu esposta nella sua mostra personale del 1785, che forse fu la prima personale di tutta l'Inghilterra, e che lo consacrò proprio nell'anno in cui rifiutò di entrare nella Royal Academy of Arts.